# Universidad de Saga
Universidad Saga (佐賀 大学  Saga daigaku?); abreviado como Sagadai (佐賀 大 Sagadai?) o Sadai (佐 大 Sadai?), es una institución de educación superior localizada en Saga, Japón.

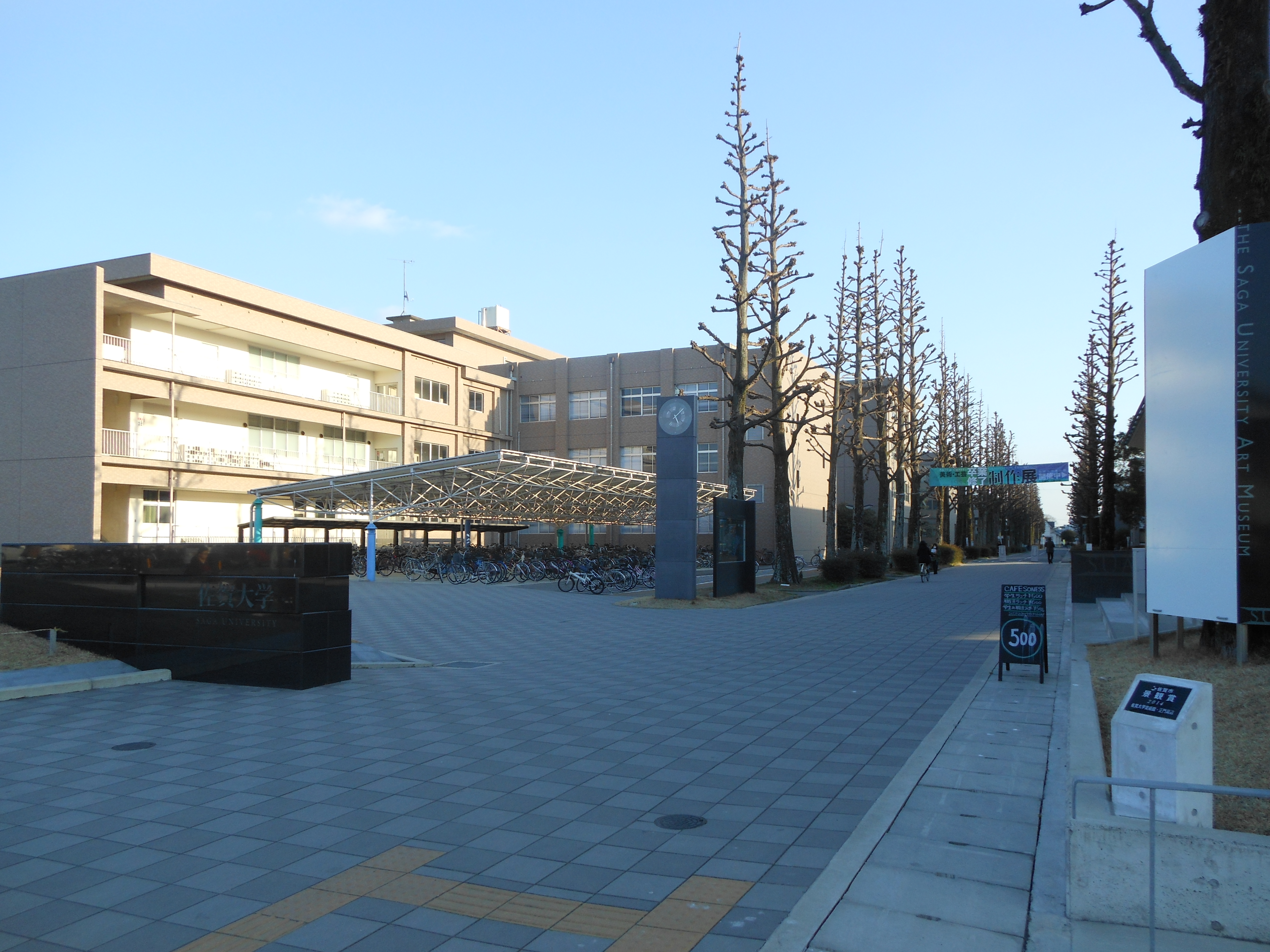
Una de las puerta de entrada al campus Honjō de la universidad.

La Universidad cuenta con 5 centros con un total de alrededor de 7.000 estudiantes. Sus 2 planteles están en Honjo (本庄?) y Nabeshima (鍋島?).

## Historia
La secundaria de Saga (佐賀 高等学校  Saga koutou Gakkou?) inició en 1920, esta escuela secundaria es el origen de lo que es la Universidad de Saga. Posteriormente,  Escuela de Saga (佐賀 師範学校 Saga Shihan Gakkou?) y Escuela de Saga Youth Teacher  ( 佐賀 青年 師範学校 Saga Seinen Shihan Gakkou?) empezaron en 1943-1944. Estas escuelas se unieron y fueron nombradas la "Universidad Saga" en 1949.
La Escuela de Medicina de la saga (佐賀 医科大学 Saga Ika daigaku?) comenzó en 1976, la Universidad de Saga y la Escuela Médica de Saga se fusionaron en 2003 y se convirtió en Universidad Nacional en 2004.

## Ubicación de Campus
- Campus Honjo (本庄?)
  - Honjo, Saga-shi, Saga-ken
- Campus Nabeshima (鍋島?)
  - Nabeshima, Saga-shi, Saga-ken

## Facultades y Escuelas de Posgrado

### Facultades
- Campus Honjo (本庄?)
  - Cultura y Educación
  - Economía
  - Ciencia e Ingeniería
  - Agricultura
- Campus Nabeshima (鍋島?)
  - Medicina

### Escuelas de Graduados
- Campus Honjo (本庄?)
  - Educación (máster)
  - Economía (máster)
  - Ingeniería (Máster y Programa de doctorado)
  - Agricultura (máster)
- Campus Nabeshima (鍋島?)
  - Medicina (maestría y doctorado del programa)
- Otro
  - La Escuela de Postgrado de Estados de Ciencias Agrícolas de la Universidad de Kagoshima (programa de doctorado)

## Programa de Intercambio
La Universidad Saga ofrece un programa de intercambio llamado SPACE (Programa Universitario Saga de Intercambio Académico). Es el programa de 1 año, con el objetivo principal de aumentar el intercambio de estudiantes con las habilidades en el idioma japonés. SPACE también ofrece estudios independientes que alojan al estudiante de intercambio para realizar una investigación sencilla con un profesor particular.

## Alumni
- Heiji Ogawa (gobernador japonés)
- Hiroshi Tanaka (Investigador)
- Jianbo Chen (Investigador)
- Kozueko Morimoto (Dibujante)